# Лапир (Мичиген)
Лапир (енгл. Lapeer) град је у америчкој савезној држави Мичиген. По попису становништва из 2010. у њему је живело 8.841 становника.

## Демографија
Према попису становништва из 2010. у граду је живело 8.841 становника, што је 231 (2,5%) становника мање него 2000. године.
| Група             | 2000.         | 2010.         |
| Белци             | 8.001 (88,2%) | 7.572 (85,6%) |
| Афроамериканци    | 540 (6,0%)    | 669 (7,6%)    |
| Азијати           | 52 (0,6%)     | 73 (0,8%)     |
| Хиспаноамериканци | 302 (3,3%)    | 345 (3,9%)    |
| Укупно            | 9.072         | 8.841         |